# ایستگاه متروی پایانه ۱ و ۲ فرودگاه مهرآباد
ایستگاه مترو فرودگاه مهرآباد پایانه ۱ و ۲ یکی از ایستگاه‌ها خط ۴ مترو تهران است که در خیابان معراج، فرودگاه مهرآباد، رو به رو پایانه ۲ واقع شده‌است.
این ایستگاه که در ۲۵ اسفند ۱۳۹۴ تأسیس شده یکی از دو ایستگاه فرودگاه مهرآباد است.

## نگارخانه

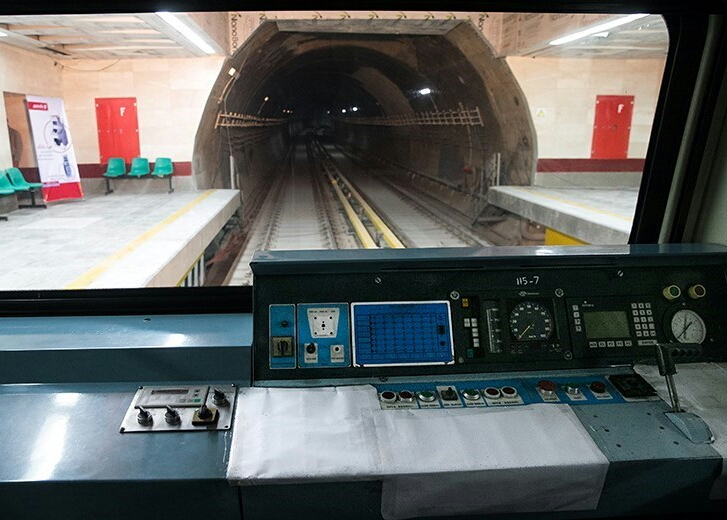
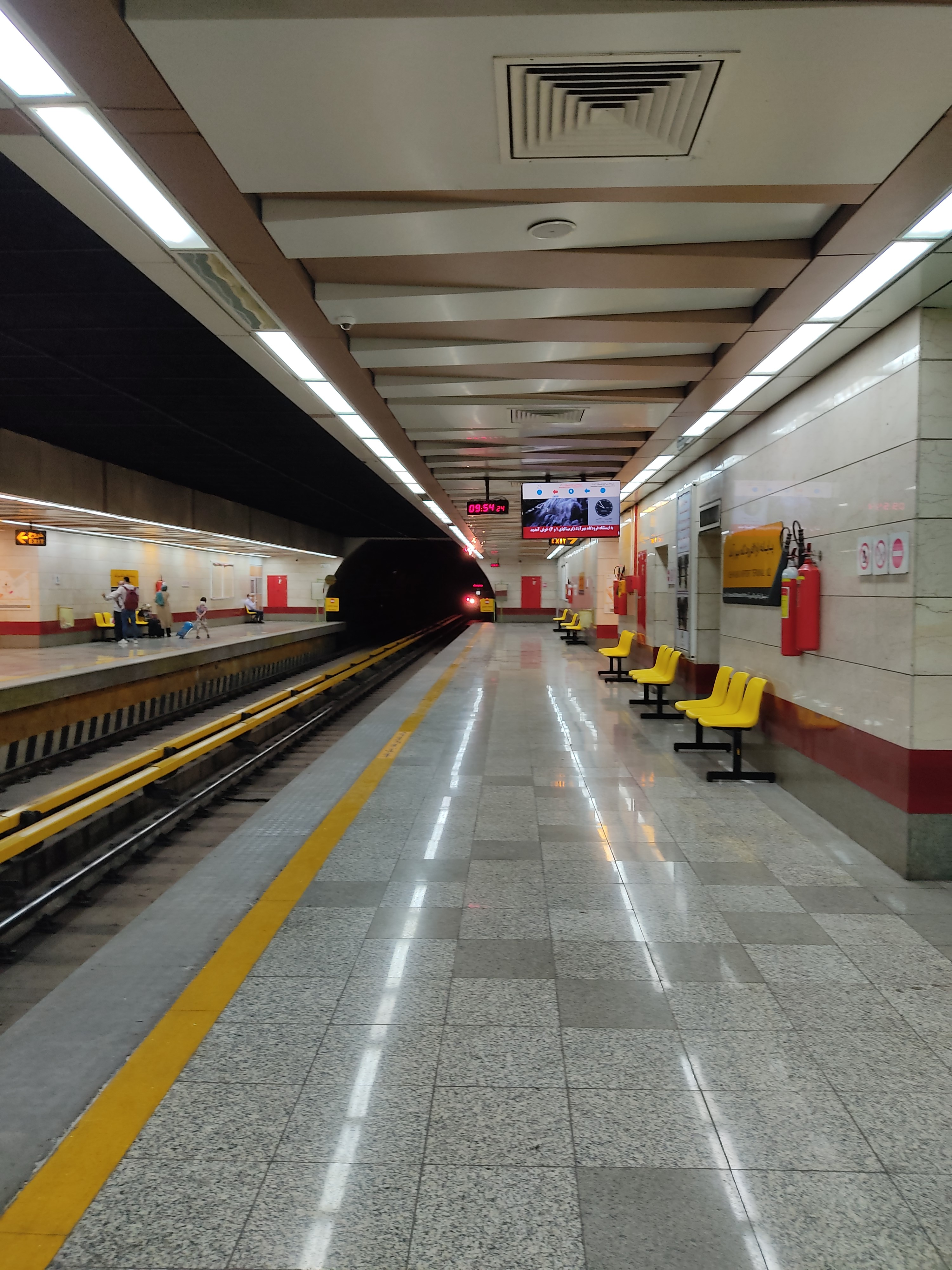